# WVC 2
WVC 2 - World Vale Tudo Championship 2 foi o segundo evento do World Vale Tudo Championship. O evento foi realizado no dia 14 de Agosto de 1996.